# Scarlet (альбом)
Scarlet — четвёртый студийный альбом американской рэперши Doja Cat, вышедший 22 сентября 2023 года на лейблах Kemosabe Records и RCA Records. Пластинка записана под влиянием разочарования в поп-музыке и оспаривания музыкальных критиков по поводу статуса рэпера исполнительницы. В музыкальном плане альбом будет преимущественно ориентирован на жанры хип-хоп и R&B, что станет небольшим отступлением от поп-звучания предшественника, Planet Her (2021). Для продвижения альбома Doja Cat отправится в The Scarlet Tour, свой первый тур по Северной Америке в качестве хедлайнера.
Ведущий сингл «Attention» вышел 16 июня 2023 года и получил три номинации на MTV Video Music Awards. Второй сингл «Paint the Town Red» имел большой коммерческий успех, возглавил американский Billboard Hot 100, британский UK Singles Chart, Billboard Global 200, и многие чарты в мире, и вошёл в историю Spotify как первая сольная женская рэп-песня, возглавившая чарт US Top 50. «Demons» вышел в качестве третьего сингла 1 сентября 2023 года. Для продвижения альбома, Doja Cat анонсировала концертный тур The Scarlet Tour, её первый стадионный тур по Северной Америке в качестве хэдлайнера.

## Об альбоме
В марте 2023 года Doja Cat предложила название альбома — Hellmouth. К апрелю она не была уверена, что название приживется, а позже уточнила в журнале Interview, что у неё ещё нет названия альбома, и рабочее название может быть изменено. В интервью журналу Time для ежегодного списка влиятельных людей она сказала, что «может просто поиздеваться над всеми и полностью перевернуть их представление о себе. Но мне нравится идея „Адской пасти“, потому что она хорошо звучит. И она провокационная». 9 мая она сообщила в социальных сетях другое название альбома — First of All, а 15 мая отказалась от него. В интервью Business Insider от 26 мая Дожа Кэт рассказала, что причина, по которой она постоянно меняет название, кроется в нерешительности и краудсорсинге. Она описала свой процесс выбора названия альбома так: «СДВГ как бы выставляется на всеобщее обозрение — случайно, я думаю. Я думала, что Hellmouth — это название альбома, но потом оказалось, что это не так. Но я умею делать все в последнюю минуту. Так что я пишу случайные вещи, читаю комментарии и смотрю, как люди их воспринимают, а потом, знаете, часто говорю „нет“. „Шучу“». В заключение она сказала, что, по её мнению, у неё наконец-то есть название для альбома, и быстро добавила: «Это не First of All». В статье для Harper’s Bazaar автор Энджи Мартинес сообщила, что альбом будет называться Scarlet и выйдет 16 августа 2023 года.

## Композиции и вдохновение
В феврале 2023 года в интервью Variety Doja Cat заявила, что альбом Scarlet будет отличаться от «розовых и мягких вещей» и «поп- и блестящих звуков», которыми она славится; вместо этого она выбрала более «мужское» звуковое направление. Она заявила, что намеренно раннее ввела журналистов и поклонников в заблуждение информацией о том, что её альбом будет вдохновлен немецкой рейв-музыкой 1990-х годов, роком, экспериментальным джазом и R&B, а не рэпом. Однако позже было подтверждено, что в грядущей пластинке будут смешаны различные жанры хип-хопа и R&B. Она призналась, что устала от создания поп-песен, добавив, что этот жанр больше её не увлекает.
В июне 2023 года во время Rolling Stone Doja Cat рассказала о влиянии и вдохновении своего грядущего альбома, отметив исполнителей своего детства: Эрику Баду, Джона Колтрейна и хип-хоп-исполнителей 90-х годов.

## Релиз и продвижение

### Синглы
Песня «Attention» была выпущена в качестве лид-сингла 16 июня 2023 года вместе с сопровождающим клипом, снятым режиссером Тану Муино. Она попала в топ-40 чартов по всему миру, включая США, Великобританию, и Австралию.
Второй сингл Scarlet «Paint the Town Red» был выпущен 4 августа 2023 года и имел коммерческий успех. Песня стала первым сольным синглом певицы, возглавившим Billboard Global 200, а также американский Billboard Hot 100, британский UK Singles Chart, канадский Canadian Hot 100 и национальные чарты в ряде других стран, таких как Австралия, Ирландия и Новая Зеландия.
Третий сингл, «Demons», был выпущен 1 сентября 2023 года вместе с клипом, снятым режиссером Кристианом Бреслауэром с американской актрисой Кристиной Риччи в одной роли.
15 сентября вышел промосингл «Balut».

### Тур
23 июня 2023 года Doja Cat анонсировала концертный тур The Scarlet Tour, ровно за 67 дней до того, как она официально объявила Scarlet в качестве названия альбома.

## Отзывы
| Совокупная оценка    | Совокупная оценка |
| Источник             | Оценка            |
| -------------------- | ----------------- |
| AnyDecentMusic?      | 6.6/10            |
| Metacritic           | 70/100            |
| Оценки критиков      |                   |
| Источник             | Оценка            |
| AllMusic             | [ 43 ]            |
| American Songwriter  | [ 44 ]            |
| Clash                | 6/10              |
| The Guardian         | [ 46 ]            |
| The Independent      | [ 47 ]            |
| The Line of Best Fit | 9/10              |
| NME                  | [ 49 ]            |
| Pitchfork            | 5.9/10            |

Scarlet получил 70 баллов из 100 на агрегаторе рецензий Metacritic на основе 13 отзывов критиков, что свидетельствует о «в целом благоприятном» приеме. В восторженной рецензии Пи Джей Сомервилл из The Line of Best Fit отметил слаженность Scarlet и разностороннее исполнение Doja Cat. Он предсказал, что альбом вызовет разногласия у некоторых слушателей, но восхитился ее способностью «нарисовать яркую картину» и «создать хит». Ройсин О’Коннор из The Independent похвалила «более серьезный» подход Doja Cat к своей музыке и образам. Она также отметила, что в ее музыке нашли отражение некоторые из ее музыкальных влияний, выделив «широкоглазую беззаботность» Ники Минаж в песне «Gun», «великолепные» напевы Д’Анджело в песне «Often» и «шелковистые, опасные тона» Кендрика Ламара в песне «Demons».
В менее благоприятной рецензии автор Clash Мэдлин Смит написала: «В своей основе Scarlet — это интересное исследование мира эго, атрибутов славы, эскапизма и новизны, долгожданное отклонение с повышенным чувством зрелости и утонченности». Ник Левин из NME считает Scarlet «убедительным» проектом, который помогает Doja Cat защититься от прошлой критики, но добавляет, что в некоторых моментах альбом кажется «слишком длинным» и «немного повторяющимся». Соглашаясь с Левином, Алексис Петридис из The Guardian пишет, что Scarlet теряет «броскую лаконичность» Planet Her из-за смены жанра. Он также считает, что недавние события Doja Cat в социальных сетях исказили лирику, присутствующую в любовных песнях Scarlet.

### Итоговые годовые списки
| Публикация/критик | Список                                 | Ранг | Ссылка |
| ----------------- | -------------------------------------- | ---- | ------ |
| Billboard         | The 50 Best Albums of 2023: Staff List | 7    | [ 51 ] |
| BrooklynVegan     | 25 Best Rap Albums of 2023             | 9    | [ 52 ] |
| Clash             | Albums Of The Year 2023                | 38   | [ 53 ] |
| Complex           | The 50 Best Albums Of 2023             | 4    | [ 54 ] |
| HuffPost          | The Best Albums Of 2023                | н/д  | [ 55 ] |
| Hypebeast         | The Best Music Projects of 2023        | н/д  | [ 56 ] |
| NPR Music         | Best Albums of 2023                    | н/д  | [ 57 ] |
| Stereogum         | The 10 Best Rap Albums Of 2023         | 5    | [ 58 ] |
| Uproxx            | The 2023 Uproxx Music Critics Poll     | 28   | [ 59 ] |
| Variety           | The Best Albums of 2023                | 3    | [ 60 ] |

## Список композиций
Согласно Apple Music.
| №                   | Название               | Текст песни         | Музыка                                   | Продюсер(ы)                                    | Длительность |
| ------------------- | ---------------------- | ------------------- | ---------------------------------------- | ---------------------------------------------- | ------------ |
| 1.                  | «Paint the Town Red»   |                     |                                          | Earl on the Beat Rubin Jean-Baptiste DJ Replay | 3:51         |
| 2.                  | «Demons»               |                     |                                          | D.A. Got That Dope                             | 3:15         |
| 3.                  | «Wet Vagina»           |                     |                                          |                                                | 3:12         |
| 4.                  | «Fuck the Girls (FTG)» |                     |                                          |                                                | 2:32         |
| 5.                  | «Ouchies»              |                     |                                          |                                                | 2:02         |
| 6.                  | «97»                   |                     |                                          |                                                | 3:01         |
| 7.                  | «Gun»                  |                     |                                          |                                                | 3:01         |
| 8.                  | «Go Off»               |                     |                                          |                                                | 3:17         |
| 9.                  | «Agora Hills»          |                     |                                          |                                                | 4:25         |
| 10.                 | «Can't Wait»           |                     |                                          |                                                | 3:55         |
| 11.                 | «Often»                |                     |                                          |                                                | 3:18         |
| 12.                 | «Love Life»            |                     |                                          |                                                | 3:56         |
| 13.                 | «Skull and Bones»      |                     |                                          |                                                | 4:08         |
| 14.                 | «Attention»            |                     |                                          | Y2K Rogét Chahayed                             | 4:37         |
| 15.                 | «Balut»                | Dlamini             | Dlamini Starace Chahayed Kurtis McKenzie | Yeti Beats Chahayed McKenzie [a]               | 3:27         |
| Общая длительность: | Общая длительность:    | Общая длительность: | Общая длительность:                      | Общая длительность:                            | 51:54        |

## Чарты

### Еженедельные чарты
| Чарт (2023)                            | Высшая позиция |
| -------------------------------------- | -------------- |
| Австралия (ARIA)                       | 5              |
| Австралия (Hip Hop/R&B Albums, ARIA)   | 1              |
| Австрия (Ö3 Austria)                   | 22             |
| Бельгия/Фландрия (Ultratop)            | 30             |
| Бельгия/Валлония (Ultratop)            | 23             |
| Канада (Canadian Albums Chart)         | 4              |
| Чехия (ČNS IFPI)                       | 6              |
| Дания (Hitlisten)                      | 15             |
| Нидерланды (Album Top 100)             | 6              |
| Финляндия (Suomen virallinen lista)    | 16             |
| Германия (Offizielle Top 100)          | 29             |
| Ирландия (Irish Albums Chart)          | 13             |
| Новая Зеландия (RMNZ)                  | 2              |
| Норвегия (VG-lista)                    | 4              |
| Шотландия (Scottish Albums Chart)      | 30             |
| Швеция (Sverigetopplistan)             | 14             |
| Великобритания (UK Albums Chart)       | 5              |
| Великобритания (UK R&B Albums Chart)   | 2              |
| США (Billboard 200)                    | 4              |
| США (Billboard Top R&B/Hip-Hop Albums) | 2              |
| США (Billboard Top Rap Albums)         | 2              |

## Сертификации
| Регион                                                                      | Сертификация | Продажи   |
| --------------------------------------------------------------------------- | ------------ | --------- |
| Бельгия (BEA)                                                               | Золотой      | 10 000    |
| Бразилия (ABPD)                                                             | Платиновый   | 40 000    |
| Канада (Music Canada)                                                       | Платиновый   | 80 000    |
| Новая Зеландия (RMNZ) · Scarlet 2 Claude                                    | Золотой      | 7500      |
| Польша (ZPAV)                                                               | Платиновый   | 20 000    |
| США (RIAA)                                                                  | Платиновый   | 1 000 000 |
| Данные о продажах + прослушиваниях приведены только на основе сертификации. |              |           |